# Загорский оптико-механический завод
АО «Загорский оптико-механический завод» — российское предприятие, занимающееся разработкой и производством оптико-механических и оптико-электронных приборов. Завод включён в состав Холдинга «Швабе».

## История
Загорский оптико-механический завод был основан в 1935 году.
В апреле 1936 года предприятие выпустило своё первое изделие — микроскоп к прессу Бринелля для определения твёрдости металлов.
В годы Великой Отечественной войны завод, именовавшийся тогда заводом № 355, поставлял фронту авиационные и артиллерийские прицелы, перископы разведчика, бинокли, а также танковые и морские прицелы. С ноября 1941 по июль 1943 года завод работал в эвакуации в Томске.
За высокие производственные показатели в выполнении плановых заданий и организацию производства новой техники Указом Президиума Верховного Совета Союза Советских Социалистических Республик от 18 января 1971 года Производственное объединение «ЗОМЗ» награждено орденом Трудового Красного Знамени, а 18 ноября 1985 года — орденом Октябрьской Революции.
В 1994 году предприятие было преобразовано в акционерное общество открытого типа «Загорский оптико-механический завод».
В августе 2012 года на Московском областном конкурсе «Лауреат года» 2011 в номинации «Лучшие пять товаров» победил прибор, предназначенный для профилактики, диагностики, восстановительной терапии и лечения функциональных зрительных нарушений у детей (амблиопии, косоглазия, нистагма, прогрессирующей миопии и зрительного утомления) «Монобиноскоп МБС-02».
В 2013 году поставлена на производство линейка новых наблюдательных приборов: БКС 20х50, ТНК-5М-01, БДН-9, ПТ-9-01.
В 2014 году на предприятии открыто новое направление деятельности — разработка и производство приборов радиометрического контроля и газоанализа.
В списке экспортной продукции предприятия — бинокли, монокуляры, охотничьи прицелы и приборы ночного видения, медицинские и аналитические приборы. Многие изделия предприятия отмечены дипломами российских и международных выставок.
В 2015 году ОАО «ЗОМЗ» присуждён «Сертификат доверия работодателю» в рамках декларирования деятельности предприятий по реализации трудовых прав работников и работодателей осуществляемого Государственной инспекцией труда в Московской области.

## Происшествия
9 августа 2023 года примерно в 11:00 на территории Загорского оптико-механического завода произошёл мощный взрыв. Пострадали 80 человек, погибла одна женщина. Из-за взрывной волны повреждены 38 многоквартирных домов.

## Санкции
20 мая 2025 года, из-за российского вторжения на Украину, компания включена в санкционный список стран Евросоюза как компания которая осуществляет поддержку военно-промышленного комплекса России. 

## Директора
- Булавин, Леонид Прокофьевич
- Бункин Сергей Борисович

## Награды
- — 18 января 1971 года
- — 18 ноября 1985 года

## Интересные факты
В 1937 году заводскую футбольную команду тренировал 19-летний Анатолий Владимирович Тарасов.
В 1942—1944 годах в инструментальном цехе работал фрезеровщиком Алексей Николаевич Покровский, ставший впоследствии актёром Малого театра, Народным артистом РСФСР. В том же театре служил бывший инженер-газовик Владимир Яковлевич Мартенс, получивший звание Заслуженного артиста РСФСР.
В 1958—1960 годах в отделе главного технолога работал инженером известный впоследствии поэт Владимир Андреевич Костров. В сборнике его стихов есть стихотворение «Остановка в пути», посвящённое ЗОМЗу.